# Vladimir Aleksandrov
Vladimir Aleksandrov (n. 7 februarie 1958, Ilino⁠(d), Q4370645⁠(d), RSFS Rusă, URSS) este un bober ce a reprezentat Uniunea Sovietică, medaliat olimpic. A participat la o ediție a Jocurilor Olimpice (1984) în care a câștigat o medalie de bronz.

## Participări
Lista de mai jos prezintă principalele competiții la care a participat Vladimir Aleksandrov de-a lungul carierei.
- bobsleigh at the 1984 Winter Olympics – two-man[*]